# Matsushima Yozō
Matsushima Yozō (jap. 松島 与三; * 21. Februar 1921 in Sakai, Präfektur Osaka; † 9. April 1983 in Osaka) war ein japanischer Mathematiker.

## Leben
Matsushima studierte an der Universität Osaka, wo er Schüler von Shōda Kenjirō war. 1942 machte er seinen Abschluss und wurde Assistent am Mathematischen Institut der damals neu gegründeten Universität Nagoya. Er arbeitete über Lie-Algebren und widerlegte hier eine Vermutung von Hans Julius Zassenhaus und bewies einige von Claude Chevalleys Resultaten unabhängig von diesem, da er dessen Veröffentlichungen aufgrund der Kriegszeit nicht kannte. Weitere Resultate konnten aufgrund von Veröffentlichungsproblemen in Japan in den Nachkriegsjahren erst 1950 erscheinen. Anfang der 1950er-Jahre arbeitete er über Pseudogruppen und Systeme von Differentialformen. Einer seiner Studenten war damals Kuranishi Masatake. 1953 erhielt er eine volle Professur an der Universität Nagoya und im Herbst 1953 besuchte ihn Claude Chevalley. Im darauffolgenden Jahr erwiderte er dessen Besuch in Frankreich (Straßburg, Paris). Unter anderem präsentierte er seine Ergebnisse über die Klassifikation reeller Lie-Algebren im Seminar von Charles Ehresmann in Straßburg und hielt 1955 einen Vortrag über Lie-Pseudogruppen im Bourbaki Seminar in Paris. 1960 wurde er der Nachfolger von Shōda Kenjirō als Professor für Algebra an der Universität Ōsaka. Er wandte sich nun verstärkt der Differentialgeometrie zu und veröffentlichte über die Kohomologie lokal symmetrischer Räume teilweise mit Shingo Murakami. 1962 war er am Institute for Advanced Study. Er organisierte 1965 mit Yano Kentarō und Nomizu Katsumi ein gemeinsames japanisch-US-amerikanisches Seminar über Differentialgeometrie in Kyōto und 1965/66 war er Gastprofessor an der Universität Grenoble. 1966 wurde er Professor an der University of Notre Dame. 1980 kehrte er nach Japan zurück und war wieder Professor in Ōsaka. 1983 starb er an einer Lungenentzündung.
Er befasste sich mit Lie-Gruppen und Differentialgeometrie (auch im Komplexen) sowie verwandten Gebieten wie diskreten Gruppen, unitären Darstellungen und Funktionen mehrerer komplexer Variabler.
1962 erhielt er den Asahi-Preis für seine Arbeiten über kontinuierliche Gruppen (Liegruppen). Ab 1967 war er Mitherausgeber des Journal of Differential Geometry.